# Vulkaanuitbarsting bij de Laacher See

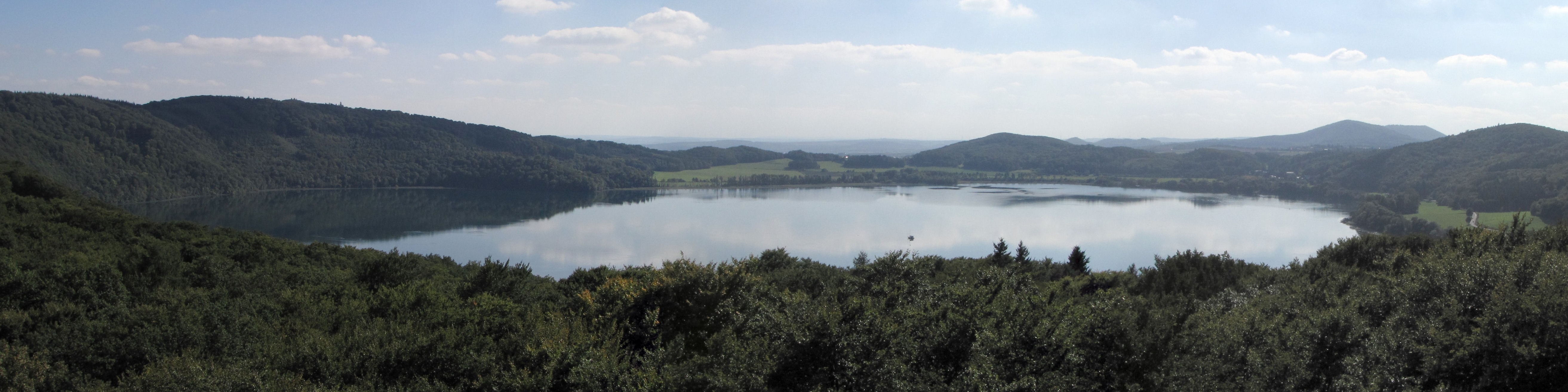
Panorama van de Laacher See

De uitbarsting van de Laacher vulkaan is een grote eruptie die zich rond 10.930 voor Christus voordeed in de oostelijke Vulkaaneifel.

## Uitbarsting

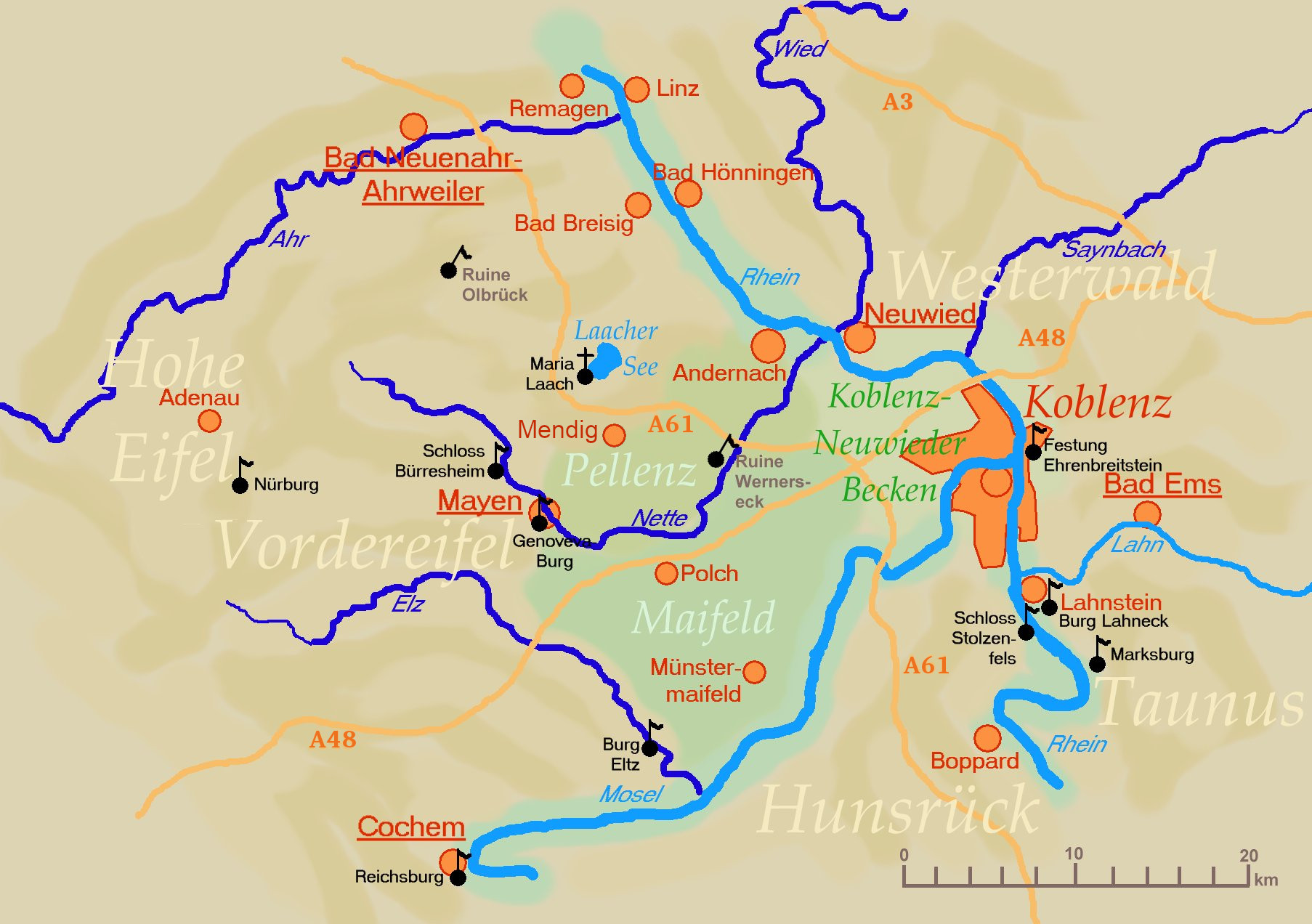
Detailkaart van het gebied van de uitbarsting

De plaats van de uitbarsting lag zo'n 40 kilometer zuidelijk van (het huidige) Bonn en acht kilometer westelijk van de Rijn. De eruptie duurde een paar dagen en bestond uit een Pliniaanse fase, die werd ingeleid en beëindigd door freatomagmatische explosies. Daarbij werden grote hoeveelheden vulkanische as en puimsteen uitgeworpen. Tot in het Rijndal werd de omgeving met een tot zeven meter dikke laag tefra bedekt.

### Tijdelijke afdamming van de Rijn
Door een dam van lava en as verstopte de uitbarsting de smalle vallei van de Rijn bij de poort van Andernach. Daardoor ontstond er een stuwmeer dat zich langs het gehele Neuwieder bekken uitstrekte tot waar de Moezel nu in de Rijn stroomt. Na enige weken brak het stuwmeer door de afdamming heen, met catastrofale gevolgen voor het gebied in het dal van de Nederrijn.

### Laacher See-tefra

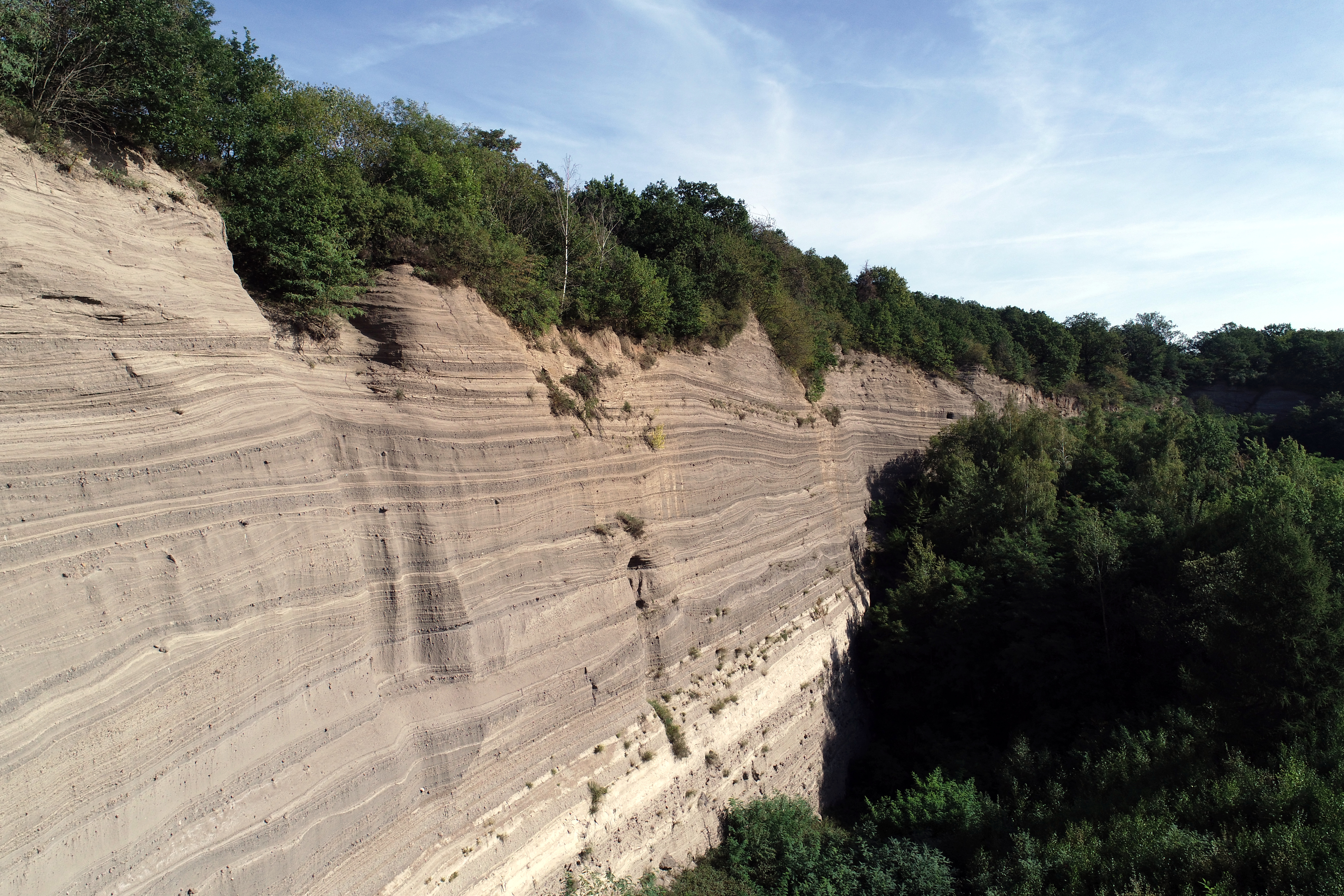
De Wingertsbergwand bij Mendig met lagen tefra van de uitbarsting

De afzettingen van deze vulkaanuitbarsting vindt men in een groot deel van Noordwest-Europa terug. De fijnere sedimenten zijn tot in Zweden in kwartaire sedimenten als een smalle puimsteenhorizon terug te vinden, die als de Laacher See-tefra (LST) bekendstaat. Met tefrochronologie wordt deze tefralaag door aardwetenschappers en archeologen gebruikt om vondsten te dateren.

### Caldera (Laacher See)
De huidige Laacher See, met de daar gelegen abdij Maria Laach, is de caldera die na de uitbarsting van de Laacher vulkaan overbleef.

### Geschatte vulkanische-explosiviteitsindex
Met een geschatte Vulkanische-explosiviteitsindex van 6 (er werd zo'n 6 km³ aan magma uitgeworpen) was de uitbarsting van de Laacher vulkaan ongeveer 5 keer krachtiger dan die van Mount Saint Helens in 1980 (VEI van 5 met 1,2 km³ aan materiaal) en van vergelijkbare kracht als de uitbarsting van de Pinatubo in 1991.

## De Laachervulkaan

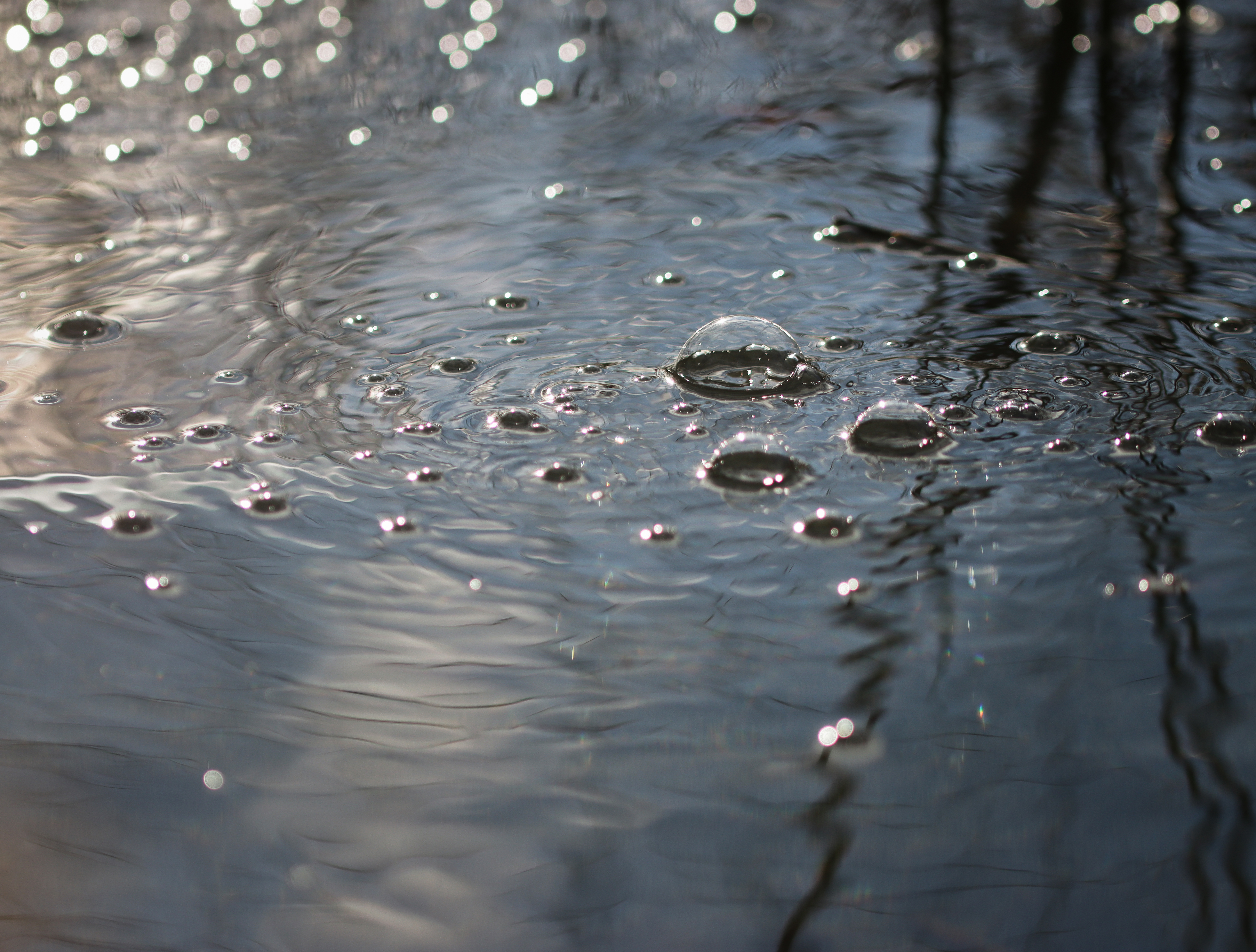
Opstijgende koolzuurgas (mofette) in de Laacher See.

De Laacher, de vulkaan zelf, wordt nog steeds als een actieve vulkaan beschouwd. Deze activiteit wordt bewezen door seismische activiteiten en zware thermale anomalieën onder het meer. Koolstofdioxide borrelt nog altijd omhoog aan de zuidoostkant van het meer.
Na een publicatie in de Daily Mail op 2 januari 2012, die werd overgenomen door onder meer Nederlandse en Belgische media, ontstond onrust over een mogelijk op handen zijnde uitbarsting van de vulkaan. Deze argumenten zijn de volgende:
1. De vulkaan barst gemiddeld iedere 10.000 tot 12.000 jaar uit, maar de laatste uitbarsting is inmiddels zo'n 12.900 jaar geleden dus kan er ieder moment een nieuwe volgen. De bron van deze prognose wordt niet genoemd. Tevens is het onmogelijk te bepalen wanneer een vulkaan opnieuw zal uitbarsten; de verstreken tijd sinds de laatste uitbarsting geeft geen aanwijzingen voor een eventuele volgende uitbarsting.[4][5]
2. Er zijn luchtbellen gesignaleerd aan het oppervlak van het meer, hetgeen kan betekenen dat er verhoogde vulkanische activiteit is. Deze luchtbellen komen hier al honderden, mogelijk duizenden jaren naar boven, omdat er bij dit meer veel koolzuur uit de grond komt. Ontgassing van magmamassa is daarnaast een continu proces en zeker geen verschijnsel dat een uitbarsting aankondigt.[3]

Een uitbarsting van de Laacher is  mogelijk, maar de in het artikel in de Daily Mail genoemde argumenten vormen geen aanleiding om een naderende uitbarsting te verwachten.

## Voetnoten
1. ↑  Ligt het te dateren object onder de LST-laag dan is het dus ouder dan 12.940 jaar.
2. ↑  Daily Mail, 2 januari 2012: Is a super-volcano just 390 miles from London about to erupt? Geraadpleegd op 5 januari 2012.
3. 1 2 3  NRC.nl, 3 januari 2012: Supervulkaan gaat uitbarsten? Ja, en er slaat binnenkort ook een meteoriet in. Geraadpleegd op 5 januari 2012.
4. 1 2  Wired.com, 2 januari 2012: Fearmongering Gets Started in 2012: Laacher See is Not “Ready to Blow”. Geraadpleegd op 5 januari 2012.
5. ↑  De Standaard, 3 januari 2012: Daily Mail jaagt Britten angst aan met 'supervulkaan'. Geraadpleegd op 5 januari 2012.